# Agustín Moreno Verduzco
Agustín Moreno Verduzco (* 5. Januar 1939 in Ciudad Guzmán, Jalisco; † 2. Juni 2024) war ein mexikanischer Fußballspieler, der vorwiegend im Mittelfeld agierte. 

## Leben
Moreno begann seine Profikarriere beim Club Deportivo Guadalajara, mit dem er eine Reihe von Titeln gewann. Zwischenzeitlich spielte er eine Saison (1961/62) beim Club Deportivo Irapuato und im Anschluss an seine Zeit bei Chivas von 1966 bis 1971 beim Stadtrivalen Club Deportivo Oro, der 1970 zum Club Social y Deportivo Jalisco umgewandelt worden war.
Während Moreno in den frühen 1960er Jahren selten über die Reservistenrolle hinauskam, war er zwischen 1963 und 1965 Stammspieler. So war er aktiver Teil jener Mannschaft, die die mexikanische Meisterschaft in den Spielzeiten 1963/64 und 1964/65 gewann. Auch bestritt er alle drei mexikanischen Supercupfinals in den Jahren 1963, 1964 und 1965. 
Ende März 1963 absolvierte er im Rahmen des CONCACAF-Nations-Cup 1963 drei Länderspiele für die mexikanische Nationalmannschaft. In den drei Vorrundenspielen gegen Niederländisch Antillen (1:2), Jamaika (8:0) und Costa Rica (0:0) war Moreno jeweils über die volle Distanz von 90 Minuten eingesetzt worden.
Agustín Moreno Verduzco starb, 85-jährig, Mitte 2024.

## Erfolge
- Mexikanischer Meister: 1959/60, 1960/61, 1961/62, 1963/64, 1964/65
- Mexikanischer Pokalsieger: 1963
- Mexikanischer Supercup: 1960, 1961, 1964, 1965

## Nachweise
1. ↑  Chivas confirma muerte de Agustín Moreno vom 3. Juni 2024 bei foxsports.com.mx

| Personendaten    | Personendaten                  |
| ---------------- | ------------------------------ |
| NAME             | Moreno Verduzco, Agustín       |
| KURZBESCHREIBUNG | mexikanischer Fußballspieler   |
| GEBURTSDATUM     | 5. Januar 1939                 |
| GEBURTSORT       | Ciudad Guzmán, Jalisco, Mexiko |
| STERBEDATUM      | 2. Juni 2024                   |